# Bloedbad op Bath Consolidated School
Het bloedbad op Bath Consolidated School (Bath School Disaster) was een aanslag gepleegd door Andrew Kehoe op en rond de Bath Consolidated School in Bath, Michigan) op 18 mei 1927. Bij de aanslag kwamen 36 leerlingen, twee leerkrachten en 6 omstanders om en raakten minstens 58 personen gewond. Kehoe doodde eerst zijn vrouw en ontstak explosieven en brandbaar materiaal op zijn boerderij, veroorzaakte daarna een explosie in de school en pleegde zelfmoord door explosieven in zijn vrachtauto te laten ontploffen. Het is de dodelijkste aanslag op een school in de Verenigde Staten.
Andrew Kehoe, de 55-jarige voormalig penningmeester van het schoolbestuur, was ontstemd over verhoogde belastingen en de door hem verloren verkiezing tot gemeentesecretaris in het voorjaar van 1926. Bovendien had hij ook persoonlijke problemen en werd zijn hypotheek in juni 1926 opgezegd. Een buurman merkte op dat Kehoe niet meer werkte op zijn boerderij en mogelijk met zelfmoordplannen rondliep. In 1926 en 1927 kocht Kehoe explosieven en verborg ze op zijn boerderij en in de school. Tussen 16 mei en de ochtend van 18 mei 1927 vermoordde hij zijn vrouw. Op 18e mei rond 9.45 uur ontstak hij thuis explosief brandbaar materiaal waardoor zijn boerderij verwoest werd door de explosies en een brand.
Vrijwel gelijktijdig verwoestte een explosie de noordvleugel van het schoolgebouw. Kehoe gebruikte een tijdmechanisme om dynamiet en pyrotol te laten ontploffen. Toen reddingswerkers aan het werk gingen kwam Kehoe langs in zijn vrachtwagen, stopte en schoot met zijn geweer op de explosieve lading in zijn truck om die te doen ontploffen. Hiermee doodde hij zichzelf, het hoofd van de school en enkele andere omstanders. Nog anderen werden gewond. Tijdens het reddingswerk in de school werd nog 230 kg explosieven ontdekt, verborgen onder de vloer van de zuidvleugel. Het tijdmechanisme hiervan stond op dezelfde tijd ingesteld als van de eerste explosies.

## Achtergrond

### Bath, Michigan
Bath is een kleine plaats 16 km ten noordoosten van Lansing. In de jaren twintig van de 20e eeuw was het een voornamelijk agrarisch gebied. In het begin van de 20e eeuw bestonden er nog diverse scholen met slechts één lokaal waar verschillende groepen dezelfde leraar hadden, maar die werden geleidelijk gesloten. Men nam aan dat de leerlingen beter onderwijs zouden krijgen in een grotere school met klaslokalen ingedeeld naar leeftijden. De faciliteiten zouden daarbij ook van betere kwaliteit zijn.
Na jaren van overleg keurde de bevolking van Bath in 1922 de vorming van een 12-klassige school goed, en de daarvoor benodigde verhoging van de belastingen voor landeigenaren. Toen de school werd geopend waren er 236 leerlingen.

### Andrew Kehoe

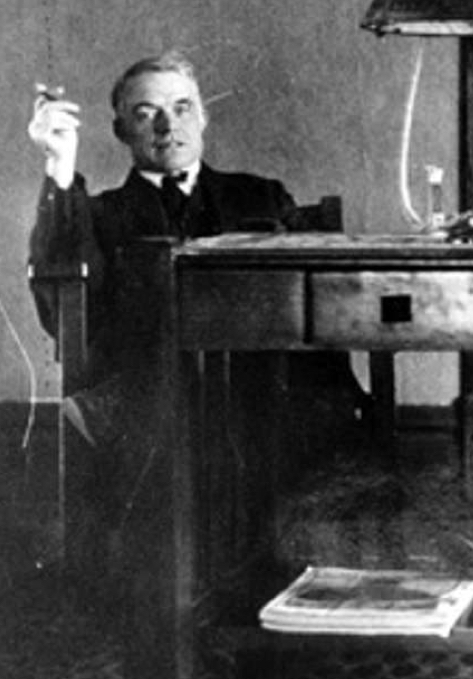
Andrew Kehoe, circa 1920.

Andrew Philip Kehoe werd geboren in Tecumseh, Michigan, op 1 februari 1872. Zijn moeder overleed toen hij nog jong was waarna zijn vader hertrouwde met een veel jongere weduwe. Toen hij 14 was explodeerde in huis een petroleumkachel waardoor zijn stiefmoeder brandende vloeistof over zich kreeg. Hij gooide een emmer water over haar heen wat de vlammen juist sneller verspreidde en ze overleed aan haar verwondingen. Sommige buren dachten dat Andrew de explosie zelf had veroorzaakt.
Kehoe studeerde elektrotechniek aan het Michigan State College in Lansing. Daarna verhuisde hij naar St. Louis, waar hij als elektricien werkte. Na een aantal jaren keerde hij terug naar Michigan en trouwde in 1912 op 40-jarige leeftijd met Ellen Price, die hij nog van vroeger kende. Zeven jaar later verhuisden ze naar een boerderij die ze buiten het dorp Bath hadden gekocht. Hoewel gezegd werd dat hij betrouwbaar was en zijn buren hielp met klusjes, werd hij ook omschreven als kortaf met wie het niet met hem eens was. Hij had de hond van de buren doodgeschoten omdat die op zijn erf liep en sloeg een van zijn paarden dood omdat het dier niet voldeed.
Met een reputatie voor soberheid werd hij in 1924 voor drie jaar gekozen in de commissie van beheer van het schoolbestuur, waarvan hij penningmeester werd. Hij drong bij de gemeente, die de school bekostigde, voortdurend aan op belastingverlaging. Het tarief van de onroerendgoedbelasting bedroeg ruim $12 in 1922 en $19,80 in 1926, per $1000 aan grondwaarde. Als boer en grondbezitter had hij rechtstreeks belang bij verlaging. De latere toezichthouder van het bestuur, M. W. Keys, zei dat Kehoe "de uitgaven voor de meest noodzakelijke spullen bestreed". Het was erg moeilijk om met hem samen te werken, stemde vaak als enige tegen en wilde zijn zin hebben. Herhaaldelijk beschuldigde hij directeur Emory Huyck van financieel mismanagement. De laatste bestuursvergadering die hij bijwoonde was op 5 mei 1927, 13 dagen voor de aanslag. Hij ruziede met de gemeentesecretaris om de waarde van zijn land verlaagd te krijgen en beweerde dat hij te veel had betaald bij aankoop van de boerderij. Ook had hij problemen met zijn hypotheek. In juni 1926 kreeg hij bericht dat de bank de hypotheek zou opzeggen, waardoor hij zijn boerderij zou verliezen.
In 1925 werd Kehoe benoemd tot het waarnemen van de functie gemeentesecretaris maar bij de reguliere verkiezing voor deze positie in het voorjaar van 1926 werd hij verslagen door de andere kandidaat. Deze publieke afwijzing door de gemeenschap zette bij hem kwaad bloed. Sommigen, waaronder ooggetuige Monty J. Ellsworth over The Bath School Disaster, namen aan dat deze afwijzing een reden was voor Kehoe om zijn moorddadige wraak te plannen. Buurman A. McMullen merkte dat Kehoe een groot deel van het voorgaande jaar was gestopt met zijn werk op de boerderij en dacht dat hij mogelijk zelfmoord wilde plegen. Later werd ontdekt dat hij ter voorbereiding op de vernietiging van zijn boerderij hout en oude rommel in een schuur verzamelde die hij later zou laten ontploffen met een brandbom. Ondertussen was Nellie Kehoe beginnen te lijden aan tuberculose, waar geen effectieve behandeling voor was. Haar regelmatige verblijf in een ziekenhuis kan hebben bijgedragen aan hun schulden, waardoor hij was gestopt met het betalen van hypotheekaflossingen en verzekeringspremies.

### Koop en plaatsing van de explosieven

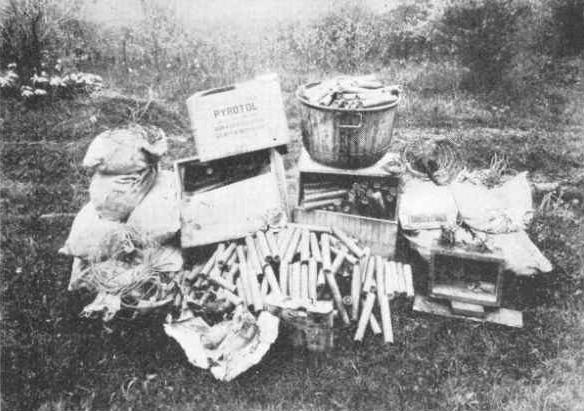
Explosieven die onder de school zijn gevonden

Het is niet duidelijk wanneer Kehoe begon met de voorbereidingen voor de aanslag, maar zijn buurman M. J. Ellsworth neemt aan dat dit het geval was na de verloren verkiezing tot gemeentesecretaris. De algemene gedachte onder de dorpsbewoners was dat hij sinds augustus van het voorgaande jaar aan de plannen werkte. M.W. Keyes, een lid van het schoolbestuur, werd in de New York Times geciteerd:
"Ik twijfel er niet aan dat hij zijn plannen om de school op te blazen al in de herfst van 1926 maakte. Hij had ervaring als elektricien en in november werd hij ingeschakeld om enkele reparaties te doen. Hij had alle gelegenheid om explosieven te plaatsen en ontstekingsdraden aan te leggen".
In de zomervakantie van 1926 had hij ook vrije toegang tot het schoolgebouw.
Vanaf midden 1926 kocht hij meer dan 1000 kg pyrotol, een brandbaar explosief in die tijd gebruikt door boeren om afval te verbranden en bij graafwerk. In november 1926 reed hij naar Lansing en kocht twee dozen dynamiet. Omdat dit ook vaak op boerderijen gebruikt werd en omdat hij zijn aankopen in verschillende zaken en met tussenpozen deed leken ze niet verdacht. Buren meldden dat ze af en toe explosies hoorden, mogelijk als test, iemand noemde hem "de dynamietboer".
In december 1926 kocht hij volgens de verklaring van luitenant Lyle Morse, een onderzoeker van de Staatspolitie van Michigan, een Winchester Model 54-geweer.

## Dag van de aanslag

### Voorafgaand

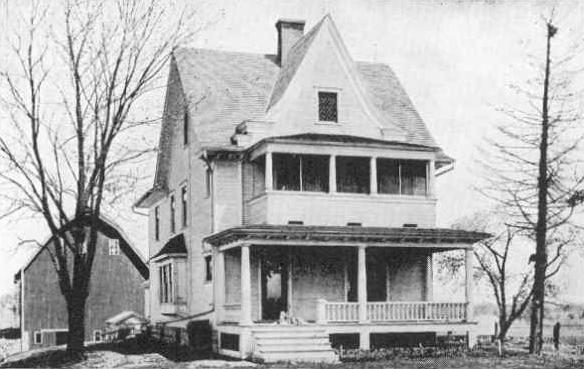
Andrew and Nellie Kehoe's huis vóór de aanslag

Hij kocht nieuwe banden voor zijn auto om geen pech te krijgen bij het vervoer van de explosieven. Hij maakte veel ritten naar Lansing voor meer explosieven, vervolgens ook naar de school. Kehoe had vooraf de achterbank van zijn truck ook volgestouwd met allerlei metaalafval en schroeven en moeren die bij een explosie als scherven weg konden vliegen. Buurtgenoten merkten hoe hij af en aan reed maar dachten er nooit aan dit te melden. Een buurman van de school zag vaak in de avond iemand spullen binnenbrengen maar meldde het nooit aan anderen.

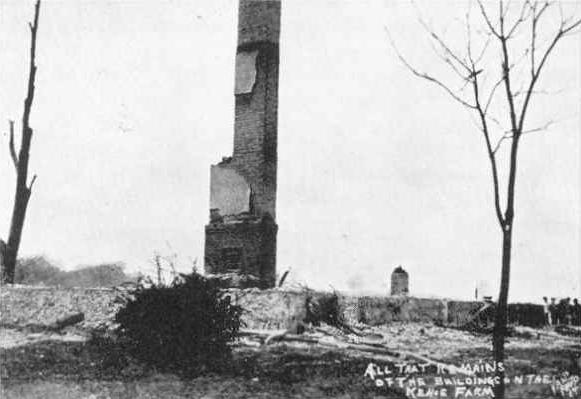
De resten van Kehoe's huis na de explosie

Nellie Kehoe was op 16 mei ontslagen uit het St. Lawrence Hospital. Ergens tussen haar thuiskomst en de aanslag twee dagen later vermoordde Kehoe haar en legde het lichaam in een kruiwagen achter in de kippenschuur, waar het na de explosie en brand in verkoolde staat werd gevonden. Hij had in huis en alle schuren zelfgemaakte brandbommen geplaatst, verbonden met ontstekingsdraden. De verbrande resten van twee paarden werden in een stal gevonden, de poten aan elkaar vastgebonden zodat niemand ze tijdens de brand zou kunnen redden.

### De boerderij
Om ongeveer 9.45 uur liet Kehoe de brandbommen in zijn huis, schuren en stallen ontploffen, waarbij sommige brokstukken in de pluimveebroederij van de buurman terechtkwamen. Hulpverleners spoedden zich naar de boerderij. O. H. Bush, brandweerman, en diverse anderen kropen door een gebroken raam om overlevenden te zoeken. Toen ze vaststelden dat er niemand binnen was, redden ze zoveel mogelijk meubels voordat het vuur de woonkamer bereikte. Toen Kehoe de brandende boerderij in zijn Fordtruck verliet, zou hij bij de brandweerlieden gestopt zijn en gezegd hebben dat ze beter hier weg konden gaan en naar de school toegaan, waarop hij wegreed.

### Explosie in de school

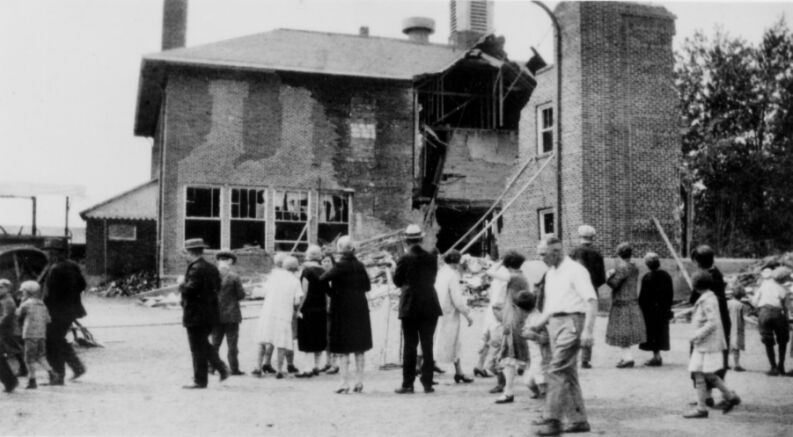
Achterkant van het schoolgebouw na de aanslag

De lessen begonnen die ochtend om 8.30 uur. Er waren minder leerlingen dan normaal aanwezig omdat een aantal van hen vrijstelling had voor examens. Om ongeveer 9.45 uur deed het tijdmechanisme onder de vloer van de noordvleugel het dynamiet en pyrotol ontploffen.
Reddingswerkers bij en op weg naar de boerderij van Kehoe hoorden de explosie in het schoolgebouw, keerden om en gingen naar de school. Ook ouders begonnen naar de school te gaan. Het gebouw was veranderd in een oorlogsgebied waar 38 personen, voornamelijk kinderen, waren gedood in de eerste explosie.
Lerares van het eerste leerjaar Bernice Sterling vertelde een Associated Press verslaggever dat het op een aardbeving leek: "Het leek alsof de vloer een meter omhoog kwam. Na de eerste klap dacht ik even dat ik blind was. De ruimte leek gevuld met kinderen en rondvliegende schrijftafels en boeken. Sommige kinderen werden het gebouw uitgeslingerd".
Delen van de muren en het dak van de noordvleugel waren ingestort. Monty Ellsworth, een van de buren van de Kehoes, vertelde: "Er lagen kinderen onder het ingestorte dak, van sommigen staken de armen eronderuit, van anderen de benen of alleen de hoofden. Ze waren onherkenbaar bedekt met stof, pleisterwerk en bloed. We waren met te weinig mensen om het dak eraf te krijgen." Ellsworth reed terug naar zijn boerderij om een sterk touw te halen waarmee het schooldak van de lichamen getrokken kon worden. Onderweg kwam hij Kehoe tegen die op weg was naar school, hij wuifde en grijnsde, "ik kon al zijn tanden zien". De toestand op het schoolterrein was chaotisch. Robert Gates, een getuige, zei "...de ene na de andere moeder rende het terrein op en vroeg naar haar kind; bijna direct waren meer dan 100 mannen bezig puin weg te halen en bijna net zoveel vrouwen zochten naar een spoor van hun kinderen."

### Explosie van de truck

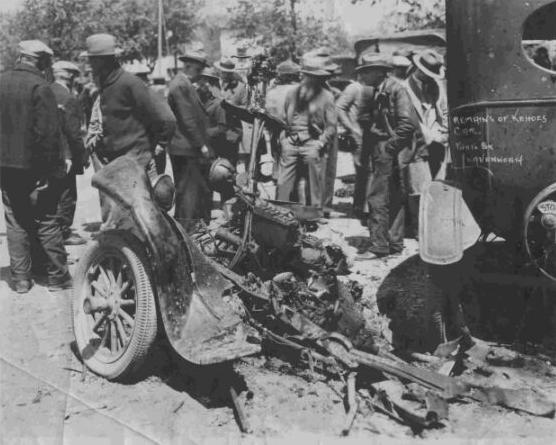
De resten van de truck

Ongeveer een half uur na de grote explosie kwam Kehoe bij school aan en zag schooldirecteur Huyck. Kehoe riep hem naar zijn truck. Charles Hawson verklaarde bij het onderzoek dat hij zag hoe de twee om een geweer vochten en dat de wagen vervolgens explodeerde waarbij Huyck, Kehoe, Nelson McFarren (een gepensioneerde boer) en Cleo Clayton, een 8-jarige leerling uit het tweede leerjaar die de explosie in school had overleefd, omkwamen. Postbode Glenn O. Smith, schoonzoon van McFarren, raakte dodelijk gewond en overleed later die dag. Meerdere anderen raakten gewond.
O. H. Bush, voorman van de straatploeg, herinnerde zich na de laatste explosie:
"Ik kreeg het gevoel dat dit het eind van de wereld was. Even later was een van mijn mannen postbode Smith aan het verbinden, hij had een been verloren. Ik ging terug naar het gebouw om daar te helpen tot we moesten stoppen omdat naar dynamiet werd gezocht".

### Reddingswerk

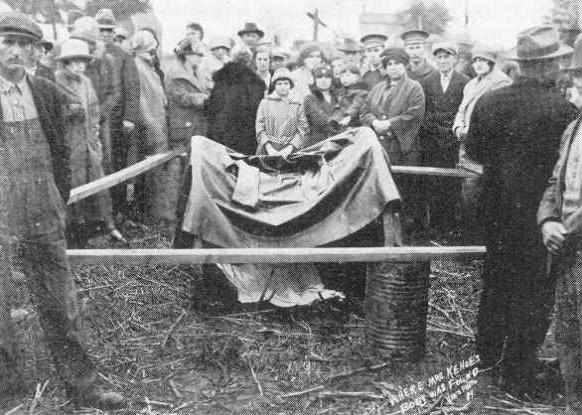
De kruiwagen waarin het lichaam van Nelly Kehoe werd gevonden

Telefonisten waren in de centrales uren bezig om dokters, ziekenhuizen, begrafenisondernemers en wie maar kon helpen, te bellen.
De plaatselijke dokter, Dr. J. A. Crum en zijn vrouw, een verpleegster, beiden met ervaring in de Eerste Wereldoorlog, waren in Bath een apotheek begonnen, die al snel werd gebruikt als triagecentrum. De doden werden naar het gemeentehuis overgebracht dat diende als mortuarium.
Honderden werkten tot in de avond om beknelde slachtoffers te zoeken, daarbij 34 brandweermannen uit het naburige Lansing met hun chef. De gewonden werden naar het Sparrow Hospital en St. Lawrence Hospital in Lansing gebracht. De gouverneur van Michigan, Fred W. Green, arriveerde in de middag en hielp mee puin af te voeren. Een bakkerij uit Lansing stuurde een bestelwagen met broodjes en taarten voor de reddingwerkers.
Tijdens de reddingswerken vond men nog eens 500 pond (230 kg) niet-ontplofte dynamiet in de zuidvleugel en het werk werd meteen stilgelegd om dit onschadelijk te maken. Ook hier was het tijdmechanisme ingesteld op 8.45 uur, maar mogelijk heeft de eerste explosie kortsluiting veroorzaakt waardoor het tweede pakket springlading niet ontplofte. Politie en brandweer deden op de boerderij van Kehoe onderzoek en op 19 mei werd het lichaam van Nellie Kehoe gevonden. De boerderij was volledig verwoest, men vond ook twee vastgebonden paarden die dood waren. Onderzoekers vonden een houten bord vastgebonden aan de omheining met Kehoe's laatste boodschap, "Criminelen worden gemaakt, niet geboren".

## Nasleep
Het Amerikaanse Rode Kruis zette een crisiscentrum op in de apotheek van Crum en nam het voortouw in de hulpverlening. Hun hoofdkwartier in Lansing bleef die avond tot 23.30 uur open om de telefoon te beantwoorden, de lijsten met doden en gewonden bij te werken en informatie- en planningdiensten voor te bereiden voor de volgende dag.

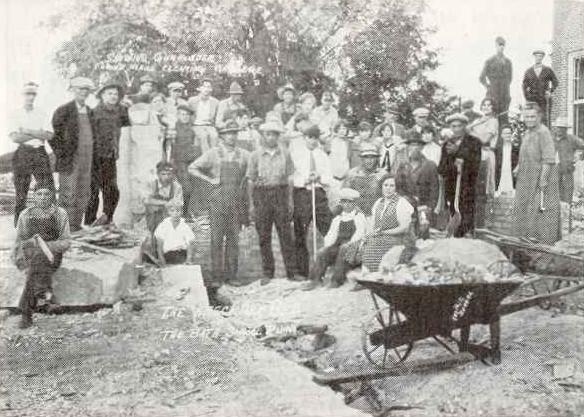
Opruimwerk bij de school in Bath

De plaatselijke gemeenschap reageerde vrijgevig. Het Rode Kruis beheerde donaties die binnenkwamen om de medische kosten van de gewonden en begrafeniskosten van overledenen te betalen. In enkele weken kwam $5,284.15 binnen (huidige waarde ongeveer $ 72.000).
De ramp genoot enkele dagen landelijke belangstelling en de krantenkoppen werden gedeeld met de trans-Atlantische vlucht van Charles Lindbergh. Kranten van oost tot west over de V.S. karakteriseerden Kehoe als een maniak, een gek en duivel. Van over de hele wereld kwamen sympathiebetuigingen binnen, waaronder brieven van Italiaanse schoolkinderen.
Andrew Kehoe's lichaam werd uiteindelijk geclaimd door een van zijn zussen. Zonder ceremonie liet ze hem begraven in een anoniem graf op een aanvankelijk onbekende begraafplaats. Later werd bekend dat hij is begraven in een armengraf van het Mount Rest Cemetery, St. Johns, Michigan. De familie Price begroef Nellie Kehoe-Price in Lansing's Mount Hope Cemetery onder haar geboortenaam.
Voertuigen vanuit de wijde omgeving kwamen in groten getale op Bath af. Meer dan 100.000 passeerden er alleen al op zaterdag, een enorme hoeveelheid voor die tijd en dat gebied. Sommige bewoners zagen dit als een ongewenste inbreuk, de meesten accepteerden het als een uiting van medeleven. Vanaf vrijdag 20 mei werden de slachtoffers begraven.

### Onderzoek van het Openbaar Ministerie
De officier van justitie arriveerde dezelfde dag op de plaats van het onheil en installeerde een jury van 6 personen om de dood van schoolhoofd Huyck te onderzoeken. Het onderzoek begon een week later op 23 mei. De openbaar aanklager van Clinton County leidde het onderzoek, meer dan 50 mensen legden voor de jury een verklaring af. De New York Times schreef dat Kehoe een onbeheersbaar humeur had en een manie voor doodmaken leek te hebben. Buren hadden hem begin april 1927 op zijn erf bezig gezien met koperdraad. Omdat hij elektricien was wekte dat geen argwaan.
Kehoe's buurman Sidney J. Howell verklaarde dat hij na het uitbreken van de brand door Kehoe werd gewaarschuwd om met zijn drie zoons de boerderij te verlaten. "Jullie zijn mijn vrienden, je moet hier weg, je kunt beter naar de school gaan." Drie mannen die bezig waren met de telefoonlijnen bij Bath verklaarden dat Kehoe hen op weg naar school voorbijreed, en ze zagen hem bij school aankomen. Hij draaide zijn truck en stopte voor het gebouw. Het volgende moment werd de truck opgeblazen en een van hen getroffen door scherven. Andere getuigen verklaarden dat Kehoe na gestopt te zijn schooldirecteur Huyck riep voordat de truck werd opgeblazen.
Hoewel er geen twijfel bestond dat Kehoe de dader was, vroeg de jury om vast te stellen of het schoolbestuur of de medewerkers schuldig waren aan onachtzaamheid. Na meer dan een week van getuigenverklaringen werden bestuur en medewerkers ontslagen van vervolging. In hun oordeel stelde de jury vast dat Kehoe zich normaal had gedragen en zodanig in het verborgene had gehandeld dat er geen reden was argwaan te hebben, dat het bestuur en de conciërge niet nalatig waren geweest in hun taken en niet schuldig waren aan het niet-ontdekken van het plan van Kehoe.
In het onderzoek werd vastgesteld dat Kehoe directeur Emory Huyck op de ochtend van de 18e mei vermoordde. Ook oordeelde de jury dat het opblazen van de school een plan van Kehoe alleen was, zonder hulp van anderen, waarbij hij in totaal 43 mensen vermoordde, inclusief zijn vrouw Nellie. Zelfmoord was de oorzaak van de dood van Andrew Kehoe zodat het dodental ten tijde van het onderzoek 44 was.
Op 22 augustus overleed Beatrice Gibbs (4e leerjaar) na een heupoperatie. Zij was de 45e en laatste die direct aan de aanslag kon worden toegerekend zodat het de dodelijkste aanslag ooit was op een school in de Verenigde Staten. Richard Fritz, broer van Marjorie Fritz, werd gewond tijdens de explosie en stierf een jaar later aan hartspierontsteking. Hoewel hij op diverse slachtofferlijsten niet voorkomt is het mogelijk dat de myocarditis is veroorzaakt door een infectie vanwege zijn verwondingen.

### Herbouw
Gouverneur Fred Green riep op tot donaties om de bevolking te helpen. Hij stichtte het Bath-hulpfonds waarin geld werd bijeengebracht door donoren, de staat en plaatselijke overheden.

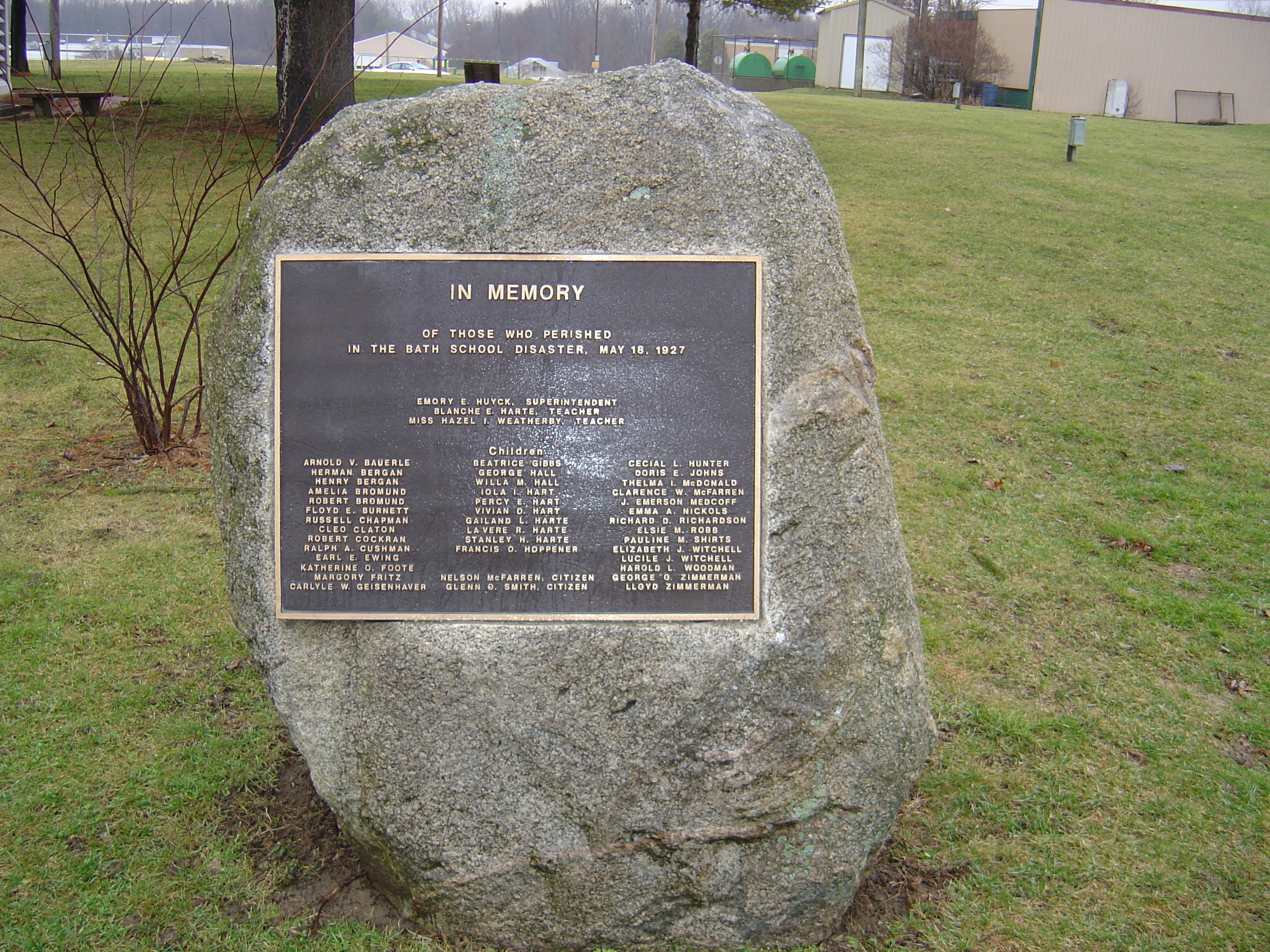
Plaquette bij de ingang van Bath School Memorial Park

De school hervatte de lessen op 5 september 1927, tot 1928 in het dorpshuis, gemeentehuis en twee magazijnen. De meeste leerlingen keerden weer terug. Het schoolbestuur benoemde O. M. Brant uit Luther, Michigan, tot nieuwe directeur. Architect Warren Holmes ontwierp gratis plannen voor de herbouw die het schoolbestuur op 14 september 1927 goedkeurde. Op 15 september doneerde de republikeinse senator van Michigan $75,000 (huidige waarde ongeveer $ 1 miljoen) aan het hulpfonds om de herbouw mogelijk te maken.
Het bestuur liet de vernielde vleugel afbreken en een nieuwe aanbouwen, de heropening vond plaats op 18 augustus 1928. De school werd genoemd naar senator James Couzens die zorgde voor de financiering. De boerderij van Kehoe werd compleet geruimd en de grond omgeploegd om zeker te zijn dat er geen explosieven meer waren. Hierna werd het land geveild om de hypotheek te betalen.

### Herdenkingen
- In 1975 werd de naar Couzens genoemde school afgebroken en het terrein als James Couzens Memorial Park ingericht. De originele klokkenstoel, die de aanslag overleefde staat in het midden van het park.
- In 1991 werd een bronzen plaquette geplaatst met de namen van de omgekomenen en een korte beschrijving van de gebeurtenissen.[32]
- Op 3 november 2008 werden grafstenen gedoneerd voor Emilie en Robert Bromundt, de laatste twee slachtoffers die nog geen steen hadden.